# Takuya Okamoto
Takuya Okamoto (岡本 拓也 Okamoto Takuya?, Saitama, 18 de junio de 1992) es un futbolista japonés que juega como defensa en el Perth Glory F. C. de la A-League.

## Trayectoria

### Clubes
| Club                     | País      | Año       |
| ------------------------ | --------- | --------- |
| Urawa Reds               | Japón     | 2010-2019 |
| V-Varen Nagasaki         | Japón     | 2013-2014 |
| Shonan Bellmare (cedido) | Japón     | 2016-2019 |
| Shonan Bellmare          | Japón     | 2019-2025 |
| Perth Glory F. C.        | Australia | 2025-     |

## Palmarés

### Títulos nacionales
| Título         | Club            | País  | Año  |
| -------------- | --------------- | ----- | ---- |
| J2 League      | Shonan Bellmare | Japón | 2017 |
| Copa J. League | Shonan Bellmare | Japón | 2018 |